# 王子纲 (政治人物)
王子纲（1909年—1994年8月19日），原名扬炳玉，男，直隶（今河北）定州人。中华人民共和国政治人物。

## 生平
1929年，加入中国共产党，并担任中央军委分会参谋部电信处秘书长兼无线电训练班教员、红四方面军总部电台台长、中央军委3局1科科长等职位，参加长征。红军西路军电台台长。
中日战争期间，担任八路军留守兵团电台中队长兼53分队队长、3局副局长。
中华人民共和国成立后，担任北京市军管会电信接管部副部长、中央军委电信总局副局长兼北京电信局局长、中国邮电部电信总局副局长。1952年，历任邮电部副部长、代理书记。曾任第四、五屆全國政協委員。文化大革命期间遭受迫害。1975年后，历任第4机械工业部副部长、中国邮电部部长、党组书记等职位。王子纲也是中央顾问委员会委员。